# Remo nos Jogos Olímpicos de Verão de 2020 - Skiff duplo masculino
A competição do skiff duplo masculino do remo nos Jogos Olímpicos de Verão de 2020 foi realizada entre 23 e 28 de julho de 2021, no Sea Forest Waterway, em Tóquio. Um total de 26 remadores de 13 Comitês Olímpicos Nacionais (CON) participaram do evento.

## Qualificação
Cada CON pode classificar um único barco de dois remadores no skiff duplo masculino desde 1912. Um total de 13 vagas estavam disponíveis, sendo atribuídas da seguinte forma:
- 11 pelo Campeonato Mundial de 2019;
- 2 pelas regatas de qualificação finais.

## Formato
No skiff duplo cada barco é impulsionado por dois remadores. Por serem barcos parelhos, cada remador usa dois remos, um de cada lado do barco; isso contrasta com os barcos de pontas em que cada remador tem remos em apenas um lado. A competição consiste em rodadas e usa o formato de três fases. As finais são realizadas para determinar a colocação de cada barco (na final A são definidos os medalhistas). O percurso usa a distância de 2000 metros que se tornou o padrão olímpico em 1912.

## Calendário
Horário local (UTC+9)
| Dia         | Horário | Fase           |
| ----------- | ------- | -------------- |
| 23 de julho | 10:30   | Eliminatórias  |
| 24 de julho | 9:10    | Repescagem     |
| 25 de julho | 12:40   | Semifinais A/B |
| 28 de julho | 8:20    | Final B        |
| 28 de julho | 9:30    | Final A        |

## Medalhistas
| Ouro   | FRA Hugo Boucheron e Matthieu Androdias |
| Prata  | NED Melvin Twellaar e Stef Broenink     |
| Bronze | CHN Liu Zhiyu e Zhang Liang             |

## Resultados

### Eliminatórias
Os três primeiros de cada bateria se classificam para as semifinais, enquanto o restante disputa a repescagem.
Eliminatória 1
| Pos. | Raia | Remadores                         | CON                 | Tempo   | Notas |
| ---- | ---- | --------------------------------- | ------------------- | ------- | ----- |
| 1    | 4    | Hugo Boucheron Matthieu Androdias | FRA França          | 6:10.45 | Q     |
| 2    | 1    | Liu Zhiyu Zhang Liang             | CHN China           | 6:11.55 | Q     |
| 3    | 3    | Ilya Kondratev Andrey Potapkin    | ROC                 | 6:16.09 | Q     |
| 4    | 5    | Stephan Krüger Marc Weber         | GER Alemanha        | 6:35.11 | R     |
| 5    | 2    | Jakub Podrazil Jan Cincibuch      | CZE República Checa | 6:41.75 | R     |

Eliminatória 2
| Pos. | Raia | Remadores                         | CON               | Tempo   | Notas |
| ---- | ---- | --------------------------------- | ----------------- | ------- | ----- |
| 1    | 4    | Mirosław Ziętarski Mateusz Biskup | POL Polônia       | 6:11.22 | Q     |
| 2    | 1    | Barnabé Delarze Roman Röösli      | SUI Suíça         | 6:11.24 | Q     |
| 3    | 3    | Jack Lopas Chris Harris           | NZL Nova Zelândia | 6:12.05 | Q     |
| 4    | 2    | Ronan Byrne Philip Doyle          | IRL Irlanda       | 6:14.40 | R     |

Eliminatória 3
| Pos. | Raia | Remadores                          | CON               | Tempo   | Notas |
| ---- | ---- | ---------------------------------- | ----------------- | ------- | ----- |
| 1    | 4    | Melvin Twellaar Stef Broenink      | NED Países Baixos | 6:08.38 | Q, OB |
| 2    | 2    | Graeme Thomas John Collins         | GBR Grã-Bretanha  | 6:12.80 | Q     |
| 3    | 3    | Ioan Prundeanu Marian Enache       | ROU Romênia       | 6:13.62 | Q     |
| 4    | 1    | Saulius Ritter Aurimas Adomavičius | LTU Lituânia      | 6:23.08 | R     |

### Repescagem
Os três primeiros da repescagem se classificam para as semifinais; o quarto colocado é eliminado.
| Pos. | Raia | Remadores                          | CON                 | Tempo   | Notas |
| ---- | ---- | ---------------------------------- | ------------------- | ------- | ----- |
| 1    | 4    | Stephan Krüger Marc Weber          | GER Alemanha        | 6:26.64 | Q     |
| 2    | 2    | Saulius Ritter Aurimas Adomavičius | LTU Lituânia        | 6:27.36 | Q     |
| 3    | 3    | Ronan Byrne Philip Doyle           | IRL Irlanda         | 6:29.90 | Q     |
| 4    | 1    | Jakub Podrazil Jan Cincibuch       | CZE República Checa | 6:32.86 |       |

### Semifinais
Os três primeiros de cada bateria se classificam para a Final A, enquanto o restante disputa a Final B (fora da chance por medalhas).
Semifinal A/B 1
| Pos. | Raia | Remadores                         | CON               | Tempo   | Notas |
| ---- | ---- | --------------------------------- | ----------------- | ------- | ----- |
| 1    | 3    | Hugo Boucheron Matthieu Androdias | FRA França        | 6:20.45 | FA    |
| 2    | 2    | Graeme Thomas John Collins        | GBR Grã-Bretanha  | 6:22.95 | FA    |
| 3    | 4    | Mirosław Ziętarski Mateusz Biskup | POL Polônia       | 6:24.50 | FA    |
| 4    | 5    | Jack Lopas Chris Harris           | NZL Nova Zelândia | 6:26.08 | FB    |
| 5    | 1    | Stephan Krueger Marc Weber        | GER Alemanha      | 6:38.41 | FB    |
| 6    | 6    | Ronan Byrne Philip Doyle          | IRL Irlanda       | 6:49.06 | FB    |

Semifinal A/B 2
| Pos. | Raia | Remadores                          | CON               | Tempo   | Notas |
| ---- | ---- | ---------------------------------- | ----------------- | ------- | ----- |
| 1    | 4    | Melvin Twellaar Stef Broenink      | NED Países Baixos | 6:20.17 | FA    |
| 2    | 5    | Liu Zhiyu Zhang Liang              | CHN China         | 6:23.11 | FA    |
| 3    | 3    | Barnabé Delarze Roman Röösli       | SUI Suíça         | 6:25.89 | FA    |
| 4    | 6    | Ilya Kondratyev Andrey Potapkin    | ROC               | 6:26.58 | FB    |
| 5    | 2    | Ioan Prundeanu Marian Enache       | ROU Romênia       | 6:29.55 | FB    |
| 6    | 1    | Saulius Ritter Aurimas Adomavičius | LTU Lituânia      | 6:34.04 | FB    |

### Finais
As regatas finais definem as posições de todos os remadores. Na Final A são decididos os medalhistas.
Final B
| Pos. | Raia | Remadores                          | CON               | Tempo   | Notas |
| ---- | ---- | ---------------------------------- | ----------------- | ------- | ----- |
| 7    | 3    | Ilya Kondratyev Andrey Potapkin    | ROC               | 6:13.73 |       |
| 8    | 4    | Jack Lopas Chris Harris            | NZL Nova Zelândia | 6:15.51 |       |
| 9    | 2    | Ioan Prundeanu Marian Enache       | ROU Romênia       | 6:16.86 |       |
| 10   | 6    | Ronan Byrne Philip Doyle           | IRL Irlanda       | 6:16.89 |       |
| 11   | 5    | Stephan Krüger Marc Weber          | GER Alemanha      | 6:18.13 |       |
| 12   | 1    | Saulius Ritter Aurimas Adomavičius | LTU Lituânia      | 6.20.87 |       |

Final A
| Pos.              | Raia | Remadores                         | CON               | Tempo   | Notas |
| ----------------- | ---- | --------------------------------- | ----------------- | ------- | ----- |
| Medalha de ouro   | 3    | Hugo Boucheron Matthieu Androdias | FRA França        | 6:00.33 | OB    |
| Medalha de prata  | 4    | Melvin Twellaar Stef Broenink     | NED Países Baixos | 6:00.53 |       |
| Medalha de bronze | 2    | Liu Zhiyu Zhang Liang             | CHN China         | 6:03.63 |       |
| 4                 | 5    | Graeme Thomas John Collins        | GBR Grã-Bretanha  | 6:06.48 |       |
| 5                 | 1    | Barnabé Delarze Roman Röösli      | SUI Suíça         | 6:09.05 |       |
| 6                 | 6    | Mirosław Ziętarski Mateusz Biskup | POL Polônia       | 6:09.17 |       |